# Canton de Gourdon
Le canton de Gourdon est une circonscription électorale française située dans le département du Lot et la région Occitanie.

## Géographie
Ce canton est organisé autour de Gourdon dans les arrondissements de Gourdon et de Cahors. Son altitude varie de 90 m (Milhac) à 407 m (Saint-Projet) pour une altitude moyenne de 256 m.

## Histoire
Par décret du 13 février 2014, le nombre de cantons du département est divisé par deux, avec mise en application aux élections départementales de mars 2015. Le canton de Gourdon est conservé et s'agrandit. Il passe de 10 à 18 communes.

## Représentation

### Conseillers d'arrondissement (de 1833 à 1940)
| Période                                  | Période           | Identité                 | Étiquette | Qualité |
| ---------------------------------------- | ----------------- | ------------------------ | --------- | --- |
| 1833                                     | 1848              | Jean Pierre Souléry      |           | Maire de Gourdon (1830-1849)                                                                                |
|                                          |                   |                          |           | |
| 1886                                     | 1887 (annulation) | M. Prat                  | Droite    | Notaire à Gourdon                                                                                           |
| 1887                                     |                   | Jean-Baptiste Pons Linol |           | Notaire à Gourdon, suppléant du juge de paix                                                                |
|                                          |                   |                          |           | |
| 1919                                     | 1928              | Gaston Davidou           | Radical   | Contrôleur des contributions directes, maire de Gourdon (1919-1931)                                         |
| 1928                                     | 1940              | Édouard Dauliac          | Radical   | Maire de Gourdon (1931-1935)                                                                                |
| 1940                                     |                   |                          |           | Les conseils d'arrondissement ont été suspendus par la loi du 12 octobre 1940 et n'ont jamais été réactivés |
| Les données manquantes sont à compléter. |                   |                          |           | |

### Conseillers généraux de 1833 à 2015
| Période        | Période          | Identité                 | Étiquette          | Qualité |
| -------------- | ---------------- | ------------------------ | ------------------ | --- |
| 1833           | 1856             | Pierre Glandin           |                    | Président du Tribunal de Gourdon |
| 1856           | 1871             | Firmin Glandin           |                    | Juge d'instruction à Gourdon |
| 1871           | 1873 (démission) | Marc Antoine Calmon      | Monarchiste        | Maître des Requêtes au Conseil d'État Sous-secrétaire d'État à l'Intérieur Président du Conseil général Sénateur (1875-1890) Ancien conseiller général du Canton de Labastide Elu également en 1871 dans le Canton de Payrac |
| 9 février 1873 | 1877             | Alfred de Gozon          | Droite légitimiste | Propriétaire au Vigan |
| 1877           | 1896 (décès)     | Jean-Baptiste Calmeilles | Républicain        | Médecin à Gourdon |
| 1896           | 1901             | Alphonse Linol           | Rad.               | Notaire, maire de Gourdon |
| 1901           | 1907             | Léopold Pons             | Rad.               | Pharmacien à Gourdon |
| 1907           | 1937             | René Fontanille          | Rad.               | Médecin Sénateur (1920-1941) Maire de Saint-Projet (1884-1941) |
| 1937           | 1940             | Jean-Alfred Delchié      | SFIO               | Propriétaire-exploitant Maire du Vigan (1935-1941 et 1944-1969) |
|                |                  |                          |                    | |
| 1943           | 1944 (démission) | Paul Linol               | ?                  | Président de la délégation spéciale de Gourdon Nommé conseiller départemental en 1943 |
| 1944           | 1945             | Amans Traucou            |                    | Agriculteur Président de la délégation spéciale de Gourdon Nommé conseiller départemental en 1944 |
|                |                  |                          |                    | |
| 1945           | 1970             | Marc Baudru              | SFIO               | Commerçant Sénateur (1955-1959) Député suppléant de Maurice Faure (1967-1968) Maire de Gourdon de 1944 à 1971 |
| 1970           | 1988             | Lucien Cabanès           | Rad. puis MRG      | Docteur en médecine Maire de Gourdon de 1977 à 1989 |
| 1988           | 2015             | Étienne Bonnefond        | PRG                | Inspecteur principal des PTT Conseiller municipal de Gourdon |

### Conseillers départementaux à partir de 2015
| Période élective | Période élective | Mandat | Mandat   | Identité         | Nuance | Nuance | Qualité |
| ---------------- | ---------------- | ------ | -------- | ---------------- | ------ | ------ | --- |
| 2015             | 2021             | 2015   | 2021     | Nathalie Denis   |        | LREM   | Agent territorial 1ère adjointe au maire de Gourdon depuis 2020 |
| 2015             | 2021             | 2015   | 2021     | Robert Lacombe   |        | MR     | Retraité du secteur public Maire de Rouffilhac (2001-2020) |
| 2021             | 2028             | 2021   | en cours | Frederic Gineste |        | DVG    | Responsable du secteur Enfance-Jeunesse à la Communauté de Communes de Cazals-Salviac, Dégagnac, 10ème vice-président du conseil départemental chargé des infrastructures de mobilité au département du Lot. |
| 2021             | 2028             | 2021   | en cours | Edith Lagarde    |        | DVG    | Enseignante en sciences industrielles de l'ingénieur spécialité ingénierie mécanique et conseillère municipale du Vigan ( depuis 2020).                                                                      |

### Résultats détaillés

#### Élections de mars 2015
À l'issue du 1er tour des élections départementales de 2015, deux binômes sont en ballottage : André Bargues et Nadine Saoudi (PS, 25,09 %) et Nathalie Denis et Robert Lacombe (PRG, 22,9 %). Le taux de participation est de 57,79 % (5 447 votants sur 9 426 inscrits) contre 59,43 % au niveau départemental et 50,17 % au niveau national.
Au second tour, Nathalie Denis et Robert Lacombe (PRG) sont élus avec 52,5 % des suffrages exprimés et un taux de participation de 54,62 % (2 103 voix pour 5 148 votants et 9 425 inscrits).

#### Élections de juin 2021
Le premier tour des élections départementales de 2021 est marqué par un très faible taux de participation (33,26 % au niveau national). Dans le canton de Gourdon, ce taux de participation est de 44,32 % (4 189 votants sur 9 452 inscrits) contre 43,85 % au niveau départemental. À l'issue de ce premier tour, deux binômes sont en ballottage : Frederic Gineste et Edith Lagarde (DVG, 40,81 %) et Nathalie Denis et Claude Vigie (PRG, 39,89 %).
Le second tour des élections est marqué une nouvelle fois par une abstention massive équivalente au premier tour. Les taux de participation sont de 34,36 % au niveau national, 45,92 % dans le département et 49,89 % dans le canton de Gourdon. Frederic Gineste et Edith Lagarde (DVG) sont élus avec 56,51 % des suffrages exprimés (2 474 voix pour 4 716 votants et 9 452 inscrits),,. 

## Composition

### Composition avant 2015
Avant 2015, le canton de Gourdon regroupait 10 communes.
| Nom                    | Code Insee | Codepostal | Superficie (km2) | Population (dernière pop. légale) | Densité (hab./km2) |
| ---------------------- | ---------- | ---------- | ---------------- | --------------------------------- | ------------------ |
| Gourdon (chef-lieu)    | 46127      | 46300      | 45,56            | 4 406 (2012)                      | 97                 |
| Anglars-Nozac          | 46006      | 46300      | 9,83             | 330 (2012)                        | 34                 |
| Milhac                 | 46194      | 46300      | 5,42             | 195 (2012)                        | 36                 |
| Payrignac              | 46216      | 46300      | 21,64            | 710 (2012)                        | 33                 |
| Rouffilhac             | 46241      | 46300      | 6,50             | 173 (2012)                        | 27                 |
| Saint-Cirq-Madelon     | 46257      | 46300      | 7,49             | 141 (2012)                        | 19                 |
| Saint-Cirq-Souillaguet | 46258      | 46300      | 8,54             | 150 (2012)                        | 18                 |
| Saint-Clair            | 46259      | 46300      | 11,00            | 147 (2012)                        | 13                 |
| Saint-Projet           | 46290      | 46300      | 15,83            | 373 (2012)                        | 24                 |
| Le Vigan-en-Quercy     | 46334      | 46300      | 34,40            | 1 518 (2012)                      | 44                 |

### Composition depuis 2015
Le canton regroupe désormais 18 communes.
| Nom                             | Code Insee | Intercommunalité   | Superficie (km2) | Population (dernière pop. légale) | Densité (hab./km2) | Modifier                                    |
| ------------------------------- | ---------- | ------------------ | ---------------- | --------------------------------- | ------------------ | ------------------------------------------- |
| Gourdon (bureau centralisateur) | 46127      | CC Quercy-Bouriane | 45,56            | 4 080 (2022)                      | 90                 | modifier les données · modifier les données |
| Anglars-Nozac                   | 46006      | CC Quercy-Bouriane | 9,83             | 397 (2022)                        | 40                 | modifier les données · modifier les données |
| Cazals                          | 46066      | CC Cazals-Salviac  | 10,57            | 651 (2022)                        | 62                 | modifier les données · modifier les données |
| Dégagnac                        | 46087      | CC Cazals-Salviac  | 37,90            | 637 (2022)                        | 17                 | modifier les données · modifier les données |
| Gindou                          | 46120      | CC Cazals-Salviac  | 15,65            | 357 (2022)                        | 23                 | modifier les données · modifier les données |
| Lavercantière                   | 46164      | CC Cazals-Salviac  | 14,99            | 244 (2022)                        | 16                 | modifier les données · modifier les données |
| Léobard                         | 46169      | CC Cazals-Salviac  | 10,30            | 224 (2022)                        | 22                 | modifier les données · modifier les données |
| Marminiac                       | 46184      | CC Cazals-Salviac  | 22,88            | 348 (2022)                        | 15                 | modifier les données · modifier les données |
| Milhac                          | 46194      | CC Quercy-Bouriane | 5,42             | 199 (2022)                        | 37                 | modifier les données · modifier les données |
| Payrignac                       | 46216      | CC Quercy-Bouriane | 21,64            | 654 (2022)                        | 30                 | modifier les données · modifier les données |
| Rampoux                         | 46234      | CC Cazals-Salviac  | 5,83             | 102 (2022)                        | 17                 | modifier les données · modifier les données |
| Rouffilhac                      | 46241      | CC Quercy-Bouriane | 6,50             | 196 (2022)                        | 30                 | modifier les données · modifier les données |
| Saint-Cirq-Madelon              | 46257      | CC Quercy-Bouriane | 7,49             | 154 (2022)                        | 21                 | modifier les données · modifier les données |
| Saint-Cirq-Souillaguet          | 46258      | CC Quercy-Bouriane | 8,54             | 172 (2022)                        | 20                 | modifier les données · modifier les données |
| Saint-Clair                     | 46259      | CC Quercy-Bouriane | 11,00            | 141 (2022)                        | 13                 | modifier les données · modifier les données |
| Saint-Projet                    | 46290      | CC Quercy-Bouriane | 15,83            | 354 (2022)                        | 22                 | modifier les données · modifier les données |
| Salviac                         | 46297      | CC Cazals-Salviac  | 29,61            | 1 218 (2022)                      | 41                 | modifier les données · modifier les données |
| Le Vigan-en-Quercy              | 46334      | CC Quercy-Bouriane | 34,40            | 1 544 (2022)                      | 45                 | modifier les données · modifier les données |
| Canton de Gourdon               | 4609       |                    | 313,94           | 11 672 (2022)                     | 37                 | modifier les données                        |

## Démographie

### Démographie avant 2015
| 1962  | 1968  | 1975  | 1982  | 1990  | 1999  | 2006  | 2011  | 2012  |
| ----- | ----- | ----- | ----- | ----- | ----- | ----- | ----- | ----- |
| 6 892 | 7 498 | 7 250 | 7 482 | 7 583 | 7 995 | 8 178 | 8 197 | 8 143 |

### Démographie depuis 2015
En 2022, le canton comptait 11 672 habitants, en évolution de −0,21 % par rapport à 2016 (Lot : +1,31 %, France hors Mayotte : +2,11 %).
| 2013   | 2018   | 2022   |
| ------ | ------ | ------ |
| 11 741 | 11 486 | 11 672 |